# Geoinženjering
Geoinženjering ili geoinženjerstvo ili klimatski inženjering je niz aktivnosti s ciljem smanjenja globalnog otopljenja i promene klimatskih prilika. Obuhvata namernu promenu klime pomoću tehnologije.
Uglavnom se radi o traženju metoda za smanjenje ugljen dioksida i kontrole sunčevog zračenja. Ugljen dioksid smatra se uzrokom klimatskih promena i jedan je od gasova staklene bašte u atmosferi. Neke od ideja bile su: hvatanje ugljen dioksida direktno iz vazduha, zatrpavanje Arktika česticama prašine, raspršivanje sulfatnih čestica u atmosferu (kako bi one delovale kao svojevrstan štit, minijaturni reflektori koji bi odbijali deo sunčevog zračenja i time snizili temperaturu) te unošenje velike količine gvozdja u okeane (kako bi se ubrzao rast algi sposobnih za veliku apsorpciju gasova).